# Pharsalia indica
Pharsalia indica är en skalbaggsart som beskrevs av Stefan von Breuning 1960. Pharsalia indica ingår i släktet Pharsalia och familjen långhorningar. Inga underarter finns listade i Catalogue of Life.